# 致命謎情
《致命謎情》（英語：London）是一部2005年的美国浪漫剧情片，由杭特·理查斯编剧并执导。主演有克里斯·埃文斯、傑森·史塔森、謝茜嘉·比爾、喬伊·布蘭特、凱莉·嘉納和艾拉·費雪。

## 剧情
悉德（克里斯·埃文斯 饰）接到一个朋友的电话，得知前女友伦敦（謝茜嘉·比爾 饰）即将搬去加利福尼亚州，与新男友一同生活，并将在几天后举办一个告别派对。自从伦敦与他分手后，悉德一直深陷抑郁，当听到这个消息时，他勃然大怒，将自己的公寓弄得一片狼藉。他决定不请自赴参加派对，并带上了银行家贝特曼（傑森·史塔森 饰），后者是透过他们共同的毒品供应商送可卡因给悉德的。
到达派对后，悉德和贝特曼躲进派对场地——夜店女孩丽贝卡（艾拉·費雪 饰）父母的公寓——的浴室。他们在浴室内吸食大量可卡因、狂饮龍舌蘭酒，并讨论爱情、性、上帝、女人和痛苦。在漫长的一夜和大量的毒品中，贝特曼告诉悉德应该重新振作，继续生活。
不久后，玛雅（凱莉·嘉納 饰）和马洛里（喬伊·布蘭特 饰）加入了这场“派对中的私人派对”。她们假装同情悉德，只是为了获取免费的可卡因。当悉德得知伦敦已经到场后，贝特曼鼓励他出去和她谈谈。
在派对中央，一场激烈的争吵后，悉德和伦敦决定离开，找一个更私密的地方谈话。然而在他们离开时，悉德和贝特曼与其他男性客人发生了一场打斗，勉强从派对中脱身。随后，悉德和伦敦在悉德的车内和解，后来他们在伦敦的公寓里发生了关系。影片最后的场景中，在机场，悉德向伦敦表白自己爱她。尽管伦敦对此感动，但她还是离开了他。

## 演员
- 謝茜嘉·比爾 饰 伦敦
- 克里斯·埃文斯 饰 悉德
- 傑森·史塔森 饰 贝特曼
- 喬伊·布蘭特 饰 马洛里
- 凱莉·嘉納 饰 玛雅
- 艾拉·費雪 饰 丽贝卡
- 丹尼·庫克 饰 乔治
- 路易·C·K 饰 心理医生
- 凱希·拉鮑 饰 女王
- 凱特·丹寧絲 饰 莉莉
- 琳娜·艾絲科 饰 凯莉
- 宝拉·巴顿 饰 亚历克斯
- 安东尼奥·穆尼奥斯 饰 梦中的杀手

## 音乐
美國Electronica樂團The Crystal Method為這部電影創作了配樂。
歌曲「Roboslut」出現在北美 PlayStation 2 版本的Dance Dance Revolution SuperNova中，但由於審查制度而更名為「Robogirl」。
曲目
除非另有說明， 所有歌曲均由The Crystal Method創作和演唱。
1. "London"
2. "Restless" - Evil Nine ft. Toastie Taylor
3. "Smoked"（人声 - Troy Bonnes）
4. "Fire to Me"（vs. Hyper）
5. "Roboslut"
6. "Defective"
7. "Vice"
8. "Crime" - Troy Bonnes
9. "C'mon Children" - The Out Crowd
10. "Onesixteen"
11. "Sucker Punch" - Connie Price and the Keystones
12. "Glass Breaker"（人声 - Charlotte Martin）
13. "I Luv U"
14. "Nothing Like You and I" - The Perishers

## 影评
在爛番茄网站上，这部电影基于36篇影评的评价，仅获得了14%的好评率，平均评分为3.7/10。网站的共识评价为：“《致命謎情》因自命不凡和令人厌恶的角色而受阻，证明仅凭演员颠覆形象的表演新意，无法拯救一部存在严重缺陷的电影。”在Metacritic网站上，电影的加权平均分为24分（满分100分），基于15位影评人的评价，表明“普遍不佳的评价”。
《芝加哥太陽報》的著名影评人罗杰·埃伯特为该片打出一星（满分四星），评论道：“克里斯·埃文斯和傑森·史塔森具备语言表现力和能量，这使他们能够将这部92分钟的垃圾片勉强撑完。而电影中的女性角色完全是游刃有余地扮演肤浅的嗑药女。我曾在更好的电影中看过这些演员的精彩表现，现在我可能得为他们祈祷一场弥撒了。”《纽约时报》的劳拉·克恩（Laura Kern）则评价说：“《伦敦》是一部失败的挑衅尝试和对哲学思考的探索。这部电影不过是男性交情在兴奋剂作用下的不成熟展示。”